# Comitatul Howard, Indiana
Comitatul Howard , conform originalului din limba engleză, Howard County, (codul său FIPS este 18 - 067 Arhivat în 7 iunie 2011, la Wayback Machine.), este unul din cele 92 de comitate ale statului american Indiana. Sediul comitatului este localitatea, Kokomo. GR6. Comitatul Howard, împreună cu Tipton, este parte a zonei metropolitane Kokomo Metropolitan Statistical Area. Populația comitatului era la data recensământului din anul 2010 de 82.752 de locuitori.
Situat în partea centrală a statului Indiana, Howard County se găsește la nord de capitala statului, Indianapolis. Înainte de ajungerea pionierilor europeni la începutul secolului al 19-lea, zona a fost locuită de mai multe triburi nativ-americane. Comitatul a fost oficial constituit în 1844, fiind unul dintre ultimele comitate locuite de nativi americani care a fost organizat teritorial și administrativ.
Numit inițial Richardville County, a fost redenumit Howard County în onoarea generalului Tilghman Ashurst Howard, fiind împărțit în 12 districte civile (conform originalului, civil townships), care furnizează servcii locale pentru rezidenți.

## Demografie
|  | Graficele sunt indisponibile din cauza unor probleme tehnice. Mai multe informații se găsesc la Phabricator și la wiki-ul MediaWiki. |

Date: Wikidata - grafică realizată de Wikipedia